# Valaškovce (zone militaire)
Valaškovce (zone militaire) est un village de Slovaquie situé dans la région de Prešov.

## Histoire
Valaškovce était à l'origine un village. Les habitants ont été forcés de quitter en 1937 pour mettre en place une base militaire. À l'époque le village comprenait 49 maison[style à revoir]. Ils ont été relogés à Humenné dans le quartier « Za vodou » que les locaux appellent encore à l'heure actuelle Valaškovce.
Du village, il ne reste actuellement que l'église, le cimetière, les escaliers qui menaient à la cure et l'allée dernière l'église.